# Barn House
Barn House (auch Skiff-Mayhew-Vincent House) ist ein 43 Acres (17,4 ha) großes, als Historic District in das National Register of Historic Places (NRHP) eingetragenes Gebiet in Chilmark im Bundesstaat Massachusetts der Vereinigten Staaten. Das namensgebende Haupthaus wurde ca. 1690 errichtet. Der Distrikt hat historische Bedeutung im Hinblick auf die Entwicklung der Landwirtschaft, Architektur und Gesellschaft in den USA.

## Beschreibung des Distrikts
Das Grundstück besteht teils aus Wald- und teils aus Grünflächen und verfügt über einen kleinen Bach, der es durchfließt. Wälle aus Feldstein grenzen es vor dem Haus und an der Ostseite ab, während weitere Steinwälle östlich des Haupthauses eine Viehweide sowie einen zweiten, kleineren Bereich neben der Scheune umgrenzen. Das ländliche Chilmark erstreckt sich auf der Westseite von Martha’s Vineyard vom Vineyard Sound im Norden bis zum Atlantischen Ozean im Süden.

### Contributing Properties
Als Contributing Properties wurden neben dem Haupthaus eine Scheune (Baujahr ca. 1786), ein Schuppen (Baujahr 1850), sieben Hütten (errichtet zwischen 1920 und 1959) sowie die Steinwälle und ein steinerner Plattendurchlass in das Register eingetragen.

#### Haupthaus
Das ehemalige Bauernhaus ist in Fachwerkbauweise ausgeführt und verfügt über eineinhalb Stockwerke, die außen mit Schindeln verkleidet sind. Es misst im Grundriss 40 ft (12,2 m) mal 28 ft (8,5 m) und steht mit der langen Seite parallel zur südlich gelegenen Straße. Auf der Rückseite des Gebäudes reicht ein Gebäudeflügel weitere 44 ft (13,4 m) nach Norden. Die Südseite des Hauses ist fünf Joche breit, wobei den zentral platzierten Eingang zwei Fenster flankieren. Die Wände unterhalb der mit Schindeln verkleideten Seitenwände bestehen aus vertikalen, untereinander verbundenen Holzplanken.
Auf der Südseite des mit Holzschindeln gedeckten Daches gibt es drei mit Giebeldächern versehene Dachgauben, zwei weitere befinden sich auf der Nordseite. Die Fenster sind sämtlich als Vertikal-Schiebefenster ausgeführt, bei denen beide Teile jeweils sechs einzeln gefasste Scheiben besitzen. Sowohl die Gauben als auch die Fenster stammen aus dem frühen 20. Jahrhundert.
Das Fundament besteht aus Feldsteinen. Ein kleiner Kellerraum ist über eine Falltür auf der Ostseite des Gebäudes zugänglich. Im 19. Jahrhundert wurde der zentrale Kamin entfernt, so dass das Haus heute über keinen Schornstein mehr verfügt.
Im Inneren weist das Gebäude eine architektonische Besonderheit auf: Jeweils zwei parallel angeordnete Zusatzträger unterteilen die Stützweite der beiden zur Vorderseite gelegenen Räume. Da die beiden Räume unterschiedlich groß sind, spekulierte der Historiker Jonathan F. Scott, dass das Haus möglicherweise in zwei Abschnitten – zunächst der östliche und dann kurz darauf der westliche Teil – gebaut wurde. Die Fußböden bestehen aus breiten Holzdielen, Wände und Decken sind lediglich verputzt.
Der nördlich gelegene Raum, der in Häusern aus dem 18. Jahrhundert vorwiegend als Küche genutzt wurde, ist heute ein einziger großer Bereich. An der Stelle des ehemaligen zentralen Kamins befinden sich heute Schränke und eine Treppe zur oberen Etage. Die Küche befindet sich im Anbau.

#### Scheune
Das Gelände des heutigen Historischen Distrikts war früher Teil eines Bauernhofs. Der mittlere Teil der 1786 mit Materialien des abgerissenen Gemeindehauses von Chilmark errichteten Scheune besteht aus drei Jochen und besitzt im Zentrum sowohl auf der nördlichen als auch auf der südlichen langen Seite breite Tore. Am Ostende wurde später ein neues Joch hinzugefügt, im Westen ein weiteres in der Mitte des 19. Jahrhunderts. Das Gebäude misst im Grundriss 44 ft (13,4 m) mal 24 ft (7,3 m) und steht auf einem Fundament aus Feldsteinen. Am Westende befindet sich ein kleiner Kellerraum.
Die Gestaltung und Bearbeitung der strukturellen Bauteile der Scheune zeigen deutlich die Herkunft aus dem 18. Jahrhundert. Zwar wurden einige Querträger ersetzt und andere mit modernen Hölzern verstärkt, jedoch ist der Großteil der ursprünglichen Rahmenkonstruktion im Original erhalten. Das mit Holzschindeln gedeckte Dach ruht auf breiten Brettern, die wiederum auf waagerecht angeordneten Pfetten befestigt sind.
Ein 16 ft (4,9 m) mal 59 ft (18 m) messender Schuppen gehört heute ebenso zur Scheune wie ein einstöckiger, 10 ft (3 m) mal 24 ft (7,3 m) großer Anbau, der um 1900 errichtet wurde und wahrscheinlich zum Melken der Kühe genutzt wurde.

#### Schuppen
Ebenfalls aus der Zeit, als der Bauernhof aktiv bewirtschaft wurde, stammt der 8 ft (2,4 m) mal 29 ft (8,8 m) messende, mit einem Giebeldach versehene Schuppen. Er wurde in der Mitte des 19. Jahrhunderts in drei Bauphasen errichtet und steht auf einem Fundament aus Feldsteinen. Zum Zeitpunkt des Erwerbs des Grundstücks durch die Chilmark Associates wurde er als Hühnerstall genutzt.

#### Steinwälle und Plattendurchlass
Der landwirtschaftliche Ursprung des Grundstücks wird heute noch in den hohen Steinwällen sichtbar, die entlang der Ost- und Südgrenze verlaufen und östlich des Haupthauses einen kleinen Bereich eingrenzen. Das Land nördlich und westlich des Haupthauses wird aktuell weiterhin als Grünfläche gepflegt.
Ebenfalls als eigenständiges contributing property wurde ein steinerner Plattendurchlass westlich des Haupthauses bewertet, wo ein ehemaliger Feldweg einen kleinen Bach überquert. Für beide Objekte konnte jedoch kein Errichtungsdatum oder -zeitraum ermittelt werden.

#### Weitere Contributing Properties
1919 erwarben die Chilmark Associates das damals als Vincent Farm bekannte Grundstück, um dort eine als Kommune organisierte Sommerresidenz für ihre Mitglieder zu errichten. Auch heute noch dienen einige Gebäude auf dem Gelände diesem Zweck. Die Scheune wurde zu einem Essens- und Gemeinschaftsraum umgebaut, und einige kleine, einstöckige Hütten wurden nördlich davon und westlich des Haupthauses errichtet. Sie verfügen über Giebeldächer und stehen auf Holz- oder Betonpfählen, haben jedoch weder eigene Rohrleitungen noch Kochstellen, und auch die Innenwände sind nicht verputzt. Im Einzelnen handelt es sich um:
| Bezeichnung   | Baujahr | Abmessungen                                                               | Beschreibung |
| ------------- | ------- | ------------------------------------------------------------------------- | --- |
| Besse Cabin   | 1920    | 9 ft (2,7 m) × 22 ft (6,7 m) zzgl. Anbau mit 9 ft (2,7 m) × 15 ft (4,6 m) | Dach und Außenwände mit Holzschindeln gedeckt; hervorstehende Dachsparren                                                                  |
| Warren Cabin  | 1920    | 9 ft (2,7 m) × 22 ft (6,7 m) zzgl. Anbau mit 9 ft (2,7 m) × 15 ft (4,6 m) | Dach und Außenwände mit Holzschindeln gedeckt; hervorstehende Dachsparren; spiegelbildlicher Aufbau zur Besse Cabin                        |
| King Cabin    | 1920    | 9 ft (2,7 m) × 22 ft (6,7 m)                                              | Dach und Außenwände mit Holzschindeln gedeckt                                                                                              |
| DK Cabin      | 1920    | 12 ft (3,7 m) × 18 ft (5,5 m)                                             | Dach und Außenwände mit Holzschindeln gedeckt; hervorstehende Dachsparren; gemauerte Feuerstelle und außenliegender Schornstein            |
| Hilltop Cabin | 1938    | 14 ft (4,3 m) × 28 ft (8,5 m) zzgl. Anbau mit 10 ft (3 m) × 18 ft (5,5 m) | Hauptteil mit Pult-, Anbau mit Giebeldach; Dach und Außenwände mit Holzschindeln gedeckt; Feuerstelle und Schornstein an der Nordwestseite |
| Pitkin Cabin  | 1958    | 12 ft (3,7 m) × 25 ft (7,6 m)                                             | Dach und Außenwände mit Holzschindeln gedeckt; Feuerstelle und Schornstein an der Südwestseite                                             |
| Lamson Cabin  | 1959    | 20 ft (6,1 m) × 31 ft (9,4 m)                                             | Außenwände mit Holzschindeln gedeckt; teilweise bestehend aus einer älteren, wiederverwendeten Hütte                                       |

### Noncontributing Properties
Als nicht zur historischen Bedeutung beitragend wurden ein Badehaus (21 ft (6,4 m) × 18 ft (5,5 m) Grundfläche, Baujahr 1995), eine achte Hütte (L-förmiger Grundriss mit 12 ft (3,7 m) × 34 ft (10,4 m) in Nord-Süd-Richtung bzw. 12 ft (3,7 m) × 30 ft (9,1 m) in Ost-West-Richtung, Baujahr 2001) und ein mit einem hohen Maschendrahtzaun umgrenzter Tennisplatz (Baujahr 1996) bewertet, da diese Bauwerke außerhalb des Zeitraums errichtet wurden, auf den sich die Eintragung in das NRHP bezieht.

### Historische Integrität
So wie nahezu alle Gebäude, die aus der amerikanischen Kolonialzeit erhalten sind und die nicht explizit mit dem Ziel restauriert wurden, dass sie einer ganz bestimmten Epoche entsprechen, weicht das Haupthaus in mehrerer Hinsicht von seinem ursprünglichen Aussehen ab. So verfügte das Haus in den 1690er Jahren über einen großen, zentralen Kamin, die Fenster waren als Flügelfenster ausgeführt und die Innenräume waren mit weiß getünchtem Holz anstelle von Putz verkleidet.
Bereits 1919, als die Chilmark Associates das Grundstück erwarben, waren diese charakteristischen Merkmale nicht mehr vorhanden, jedoch kann das Hauptgebäude aufgrund verschiedener anderer Indizien – insbesondere die Bauweise mit fünf Jochen, ein zentraler Eingang, das Giebeldach sowie verschiedene architektonische Aspekte im Inneren – eindeutig dem Ende des 17. Jahrhunderts zugeordnet werden.
Gemeinsam mit der Scheune aus dem 18. Jahrhundert sowie den Steinwällen und Feldern erinnert das Gelände an die Ursprünge von Chilmark als landwirtschaftliche Siedlung und begründet damit seine historische Bedeutung. Die übrigen Bauwerke aus dem 20. Jahrhundert deuten ebenso auf die Vergangenheit als kolonialer Bauernhof hin wie auf die Idealisten, die das Gelände zu dieser Zeit als alternativen Sommer-Rückzugsort nutzten.

## Historische Einordnung und Bedeutung
Das Gelände ist vor allem aus drei Gründen von kulturhistorischer Bedeutung für die Vereinigten Staaten. Zunächst ist das Haupthaus, nach seinen Eigentümern auch bekannt unter der Bezeichnung Skiff-Mayhew-Vincent House, eines von nur noch wenigen existenten Beispielen für die einheimische Architektur der frühen Tage der Besiedlung des westlichen Endes von Martha’s Vineyard durch englische Auswanderer. Obwohl es in seinem Aussehen mit den Jahren verändert wurde, weist es auch heute noch wesentliche charakteristische Merkmale der Periode seiner Errichtung auf. Zweitens erinnern die Scheune aus dem 18. Jahrhundert, die Felder und die Steinwälle an die landwirtschaftlich geprägte Geschichte der Insel, in der die Schafzucht die Haupteinnahmequelle für die Einwohner der Insel – und auch des hier beschriebenen Bauernhofs – darstellte. Drittens schließlich veranschaulicht das Ensemble die wachsende Bedeutung der Insel als Sommerfrische im späten 19. und frühen 20. Jahrhundert und hat damit auch sozialgeschichtliche Relevanz.
1919 zog die pittoreske, unmittelbar am Atlantik gelegene Farm eine Gruppe von Schriftstellern, Künstlern und Gesellschaftskritikern mit ihren Freunden und Familien an. Sie gründeten die Vereinigung Chilmark Associates, welche die Farm übernahm und in eine gemeinschaftlich betriebene Sommerkolonie umwandelte, in der die Mahlzeiten gemeinsam in der Scheune eingenommen und die anstehenden Arbeiten unter den Bewohnern aufgeteilt wurden. Sie renovierten das Haupthaus und errichteten einige kleine Hütten, so dass gleichzeitig bis zu drei Dutzend Personen untergebracht werden konnten. 1927 benannten sie das Anwesen in Barn House um und stellten damit die als Treffpunkt genutzte Scheune auch namentlich in den Mittelpunkt.
Da einige der ursprünglichen Mitglieder der Chilmark Associates bis in die 1960er Jahre hinein dort lebten, erstreckt sich der relevanzstiftende Zeitraum, auf den sich die Eintragung in das NRHP bezieht, vom Zeitpunkt der Errichtung des Haupthauses (ca. 1690) bis 1961 und damit über 271 Jahre. Eine überregionale Bedeutung über Chilmark hinaus wird jedoch nicht erkannt.

### Nutzung und Eigentümer
Der Hauptwirtschaftszweig speziell im westlichen Teil von Martha’s Vineyard war vom ersten Tage der Besiedlung an die Schafzucht, da Schafe mit der hügeligen und felsigen Landschaft besser zurechtkamen als beispielsweise Kühe. Neben der lokalen Nutzung des Fleisches und der Wolle der Tiere wurden diese Produkte nach Connecticut, in das südöstliche Massachusetts und an das Cape Cod exportiert.
Im 18. Jahrhundert lebten allein in Chilmark bis zu 20.000 Schafe, 1837 waren es noch 6470, wonach statistisch auf jeden Einwohner neun Tiere entfielen. Darunter befanden sich 1600 Merinoschafe, deren Wolle hochwertiger war. Noch 1911 führte die Encyclopædia Britannica die Schafzucht auf der Insel als „Industriezweig von hoher Bedeutung“ an und listete speziell das Dukes County unter den drei größten Produzenten von Wolle in Massachusetts.
Das heute unter dem Namen Barn House bekannte Grundstück wurde von Beginn an als kleine Familienfarm betrieben, die ihren Schwerpunkt auf die Schafzucht legte. Der erste Eigentümer war Nathan Skiff (1658–1725), der 1686 50 Acres (20,2 ha) Land erwarb und darauf den ersten Teil des heute noch existenten Haupthauses errichtete. Eine 1694 von Simon Athearn gezeichnete Karte der Insel zeigt das Gebäude gemeinsam mit einer Scheune als einen von insgesamt sieben Bauernhöfen, die sich entlang der South Road angesiedelt hatten. Chilmark war die letzte der drei ersten errichteten Siedlungen auf Martha’s Vineyard, und die ersten Familien zogen in den 1680er und 1690er Jahren dorthin.
Der aus Sandwich stammende Skiff bekam mit seiner ersten Frau Hepsibah Codman sieben und mit seiner zweiten Ehefrau Mercy Chipman weitere fünf Kinder. Das älteste wurde 1679, das jüngste 1707 geboren, so dass nicht alle zugleich auf der Farm gelebt haben. Es wird spekuliert, dass die Erweiterung des Haupthauses 1699 vollzogen wurde, als Skiff Mercy Chipman heiratete.
Nach seinem Tod im Dezember 1725 wurde das Eigentum auf seinen Sohn Benjamin (1691 – 1781) übertragen, der die Farm 1731 an Simon Mayhew (1687 – 1753) verkaufte. Mayhew hinterließ bei seinem Tod Grundbesitz im Wert von 1200 Pfund (heute ca. 247.000 Pfund) sowie 200 bis 300 Schafe. Das Eigentum am Barn House ging auf seinen Sohn Simon Mayhew Jr. (1719 – 1801) über. Sein kinderloser Sohn Oliver erbte die Farm nach seinem Tod und verkaufte sie nach dem Tod seiner Frau im Jahr 1833 an Herman Vincent (1806 – 1884), der sie anschließend 50 Jahre lang bewirtschaftete. Zum Zeitpunkt seines Todes lebten auf dem Bauernhof 74 Schafe, eine Kuh und ein Pferd, was darauf hindeutet, dass die Schafzucht immer noch den Tätigkeitsschwerpunkt der Farm darstellte. Die folgenden Eigentümer waren Francis Mayhew (bis 1904) und Grace E. M. Tilton (von 1904 bis 1919).
Die drei Familien Skiff, Mayhew und Vincent waren untereinander verwandt: Der Geburtsname von Simon Mayhews Ehefrau Ruth lautete wahrscheinlich Skiff. Die Ehefrau von seinem Sohn Simon Mayhew Jr., Abiah, war eine geborene Vincent, und ihr eigener Sohn Simon heiratete Matilda Vincent. Abiah Vincent Mayhew war die Großtante von Herman Vincent, Matilda Vincent Mayhew seine Tante. Sowohl Herman als auch seine Zwillingsschwester Amanda heirateten ein Mitglied der Mayhew-Familie.
Der historische Name der Farm (Skiff-Mayhew-Vincent House) bezieht sich daher weniger auf die historische Abfolge ihrer Eigentümer, sondern vielmehr auf den kontinuierlich fortgeführten Besitz innerhalb von drei eng miteinander verflochtenen Familien.

### Chilmark Associates
Die Geschichte des Grundstücks im 20. Jahrhundert spiegelt die Entwicklung von Chilmark und anderen Städten der Insel zu einem Sommer-Reiseziel wider. Landwirtschaft und Fischerei traten zunehmend in den Hintergrund, während immer mehr Sommertouristen aus den unterschiedlichsten Gesellschaftsschichten zu Besuch kamen. Die Umwandlung des Bauernhofs durch die Chilmark Associates im Jahr 1919 war eine unmittelbare Reaktion auf diese neue Situation.
Die Gründungsmitglieder der Chilmark Associates stammten zwar sämtlich aus privilegierten Verhältnissen, hatten jedoch gemeinsame Interessen in Kunst, Literatur und liberaler Politik. Gertrude Besse King (1881 – 1923) hatte am Vassar College studiert und besaß einen Abschluss als M.A. des Radcliffe College. Sie arbeitete als Schriftstellerin und Literaturkritikerin sowie als Zeitungskorrespondentin in Russland und auf der Balkanhalbinsel während des Ersten Weltkriegs.
Ihr Ehemann Stanley King (1883 – 1951) war Manager bei W. H. McElwain, einer großen Bostoner Schuhfabrik, sowie von 1932 bis 1946 Präsident des Amherst College, wo er einen wesentlichen Anteil am Aufbau der Folger Shakespeare Library hatte. Gertrudes Bruder Arthur (1887 – 1951) war Textilfabrikant und viele Jahre lang Präsident der National Association of Wool Manufacturers.
Der aus Plainfield (New Jersey) stammende Edwin DeTurck Bechtel (1880 – 1957) war von Beruf Rechtsanwalt, seine privaten Interessen galten jedoch dem Sammeln von Kunst und der Rosenzüchtung. Er schrieb unter anderem über die französischen Künstler Honoré Daumier und Jacques Callot und war Präsident des New York Botanical Garden.
Clifford P. Warren und Wolcott H. Pitkin, Jr. waren beide ebenfalls Anwälte und gehörten zu den ersten Mitgliedern der American Civil Liberties Union. Pitkin war vor seiner Auswanderung nach Chilmark Generalstaatsanwalt in Puerto Rico, Warren angestellter Rechtsberater für einen Schuhfabrikanten in Massachusetts.
Lawson Valentine Pulsifer (1882 – 1957) besaß einen Abschluss in Chemie von der Harvard-Universität und arbeitete im Familienbetrieb an neuen Firnis-Entwicklungen. Er erfand in diesem Zuge das Firnis Valspar, das dem Unternehmen zu großem wirtschaftlichen Erfolg verhalf. Er führte gemeinsam mit seiner Frau Ethel die Leidenschaft des Kunstsammelns seines Großvaters Lawson Valentine fort, der ein Gönner von Winslow Homer gewesen war.
Boardman Robinson (1876 – 1952) stammte aus Kanada und arbeitete als Künstler und Illustrator. Er hatte Kunst am Bostoner Massachusetts College of Art and Design und in Paris studiert, wo er seine Frau Sally Senter Whitney heiratete und kurzzeitig als Autor für die Vogue arbeitete. Seine Werke erschienen in vielen bekannten Magazinen, und für einige Zeit arbeitete er auch als politischer Karikaturist für den New York Tribune. Er veröffentlichte 1916 gemeinsam mit John Reed das Buch The War in Eastern Europe und schrieb regelmäßig für die Zeitschriften The Masses, The New Masses und The Liberator. Neben seinen Zeichnungen für Magazine war er auch im Bereich der Wandmalerei tätig, unter anderem im Auftrag von Edgar J. Kaufmann für dessen Kaufhaus in Pittsburgh. Seine Malereien zieren darüber hinaus das Rockefeller Center in New York City und das Robert F. Kennedy Building in Washington, D.C.
Dorothy Kenyon (1888 – 1972) war die Tochter eines erfolgreichen New Yorker Patentanwalts und verschwendete nach eigener Aussage ihr Leben als Partygängerin, bis ein Zusammentreffen mit der Armut in Mexiko sie dazu brachte, ihre Einstellung zu ändern. Sie schrieb sich an der juristischen Fakultät der New York University ein und erhielt ihren Abschluss 1917. Vor ihrem Umzug nach Chilmark arbeitete sie als Expertin auf der Pariser Friedenskonferenz 1919 sowie von 1917 bis 1925 für Wolcott Pitkins Anwaltskanzlei. Sie war Mitgründerin der New Yorker Cafeteria-Kette Consumers Cooperative Services und eine leidenschaftliche Befürworterin der Meinungsfreiheit, der Gleichberechtigung von Frauen und Männern und der Bürgerrechte. Sie vertrat unter anderem die American Civil Liberties Union und die National Association for the Advancement of Colored People und übernahm prominente Positionen sowohl bei der League of Nations als auch bei den Vereinten Nationen. Von 1919 bis 1971 verbrachte sie einen Teil jedes Sommers im Barn House.
Mit den Jahren besuchten viele Prominente aus Politik, Kunst und Literatur das Barn House. Walter Lippmann, Sylvia Plath und Felix Frankfurter blieben nur wenige Tage, während beispielsweise Thomas Hart Benton und Roger Nash Baldwin jeden Sommer dort verbrachten.